# KY Cygni
KY Cygni (KY Cyg / N 339.1929 / RAFGL 2575) es una estrella de la constelación del Cisne, distante aproximadamente 5200 años luz del sistema solar.
Es una supergigante roja de tipo espectral M3, pero de un tamaño colosal. Su hallazgo se llevó a cabo tras estudiar una muestra de 74 supergigantes rojas en la Vía Láctea y fue presentado en el encuentro de la Sociedad Astronómica Americana en 2005.
Es miembro de la asociación estelar Cygns OB1.
Aunque KY Cygni no es la estrella conocida de mayor tamaño, siendo superada por VY Canis Majoris o VV Cephei, es mucho más grande que otras conocidas supergigantes como Antares y Betelgeuse. Con un diámetro 1420 veces mayor que el diámetro solar, si estuviese situada en el lugar del Sol, su superficie se extendería hasta 6,6 UA, una distancia intermedia entre las órbitas de Júpiter y de Saturno. Con una masa de 25 soles, su futuro es estallar como una supernova, pudiendo dejar como remanente una estrella de neutrones o incluso un agujero negro.
Una estrella tan enorme como KY Cygni también es muy luminosa. Su luminosidad es 270.000 veces superior a la luminosidad solar, aunque en esta faceta es claramente superada por otras estrellas más masivas y calientes. Es una variable irregular de tipo LC cuyo brillo varía entre magnitud aparente +13,5 y +15,5.

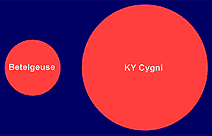
Comparación entre el tamaño de KY Cygni y Betelgeuse.